# اتیانو وجینو
اتیانو وجینو (انگلیسی: Atilano Vecino؛ زادهٔ ۱۸ اوت ۱۹۵۸) بازیکن فوتبال اهل اسپانیا است.
از باشگاه‌هایی که در آن بازی کرده‌است می‌توان به باشگاه فوتبال سلتاویگو اشاره کرد.